# Бюльбюль білоокий
Бюльбю́ль білоокий (Andropadus importunus) — вид горобцеподібних птахів родини бюльбюлевих (Pycnonotidae). Мешкає в Східній і Південній Африці. Це єдиний представник монотипового роду Зелений бюльбюль (Andropadus). Раніше до цього роду відносили низку інших видів, однак у 2010 році за результатами молекулярно-генетичного дослідження 18 видів були переведені до відновлених родів Arizelocichla, Stelgidillas і Eurillas, таким чином залишивши Andropadus importunus єдиним представником свого роду.

## Опис
Довжина птаха становить 15—18 см. Забарвлення переважно тьмяне, сірувато-оливково-зелене, нижня частина тіла блідіша. Білоокі бюльбюлі, що мешкають в Південній Африці мають більш однорідне, оливково-зелене забарвлення, тоді як представники північніших підвидів більш жовті, верхня частина тіла у них зеленіша. Райдужки білі. Виду не притаманний статевий диморфізм. Молоді птахи мають тьмяне забарвлення, райдужки у них темні.

## Підвиди
Виділяють чотири підвиди:
- A. i. insularis Hartlaub, 1861 — від південної Ефіопії і південного Сомалі до центральної Танзанії;
- A. i. importunus (Vieillot, 1818) — нагір'я на півночі Південно-Африканської Республіки, захід Есватіні, східне і південне узбережжя ПАР;
- A. i. oleaginus Peters, W, 1868 — південь Зімбабве, південь Мозамбіку, схід Есватіні і рівнини на півночі ПАР;
- A. i. hypoxanthus Sharpe, 1876 — від південно-східної Танзанії до центрального Мозамбіку, центрального Зімбабве і півдня центральної Замбії.

## Поширення і екологія
Білоокі бюльбюлі поширені від південної Ефіопії до Західнокапської провінції на півдні ПАР. Вони живуть у сухих чагарникових заростях і саванах, а також в тропічних лісах, на болотах і полях, в парках і садах. Зустрічаються парами або невеликими зграйками. Живляться комахами, плодами і дрібними равликами.